# 帝國 (1972年遊戲)
《帝國》是由彼得·郎斯顿于1972年開發的4X戰爭遊戲，得名自里德学院的同名圖版遊戲。原遊戲由朗斯頓用BASIC語言在埃佛格林州立学院的HP2000小型计算机上開發。主机退役时游戏的源代码丢失。随后，另外两位作者各自独立编写了游戏的新版本，並均命名為「帝國」。此後數十年中，各种平台相繼誕生了不同版本的《帝國》  。